# 1751年の相撲
1751年の相撲（1751ねんのすもう）は、1751年の相撲関係のできごとについて述べる。

## 興行
- 5月場所（大坂相撲）[1]
  - 興行場所:大坂南堀江浜一丁目